# Münz- und Geldgeschichte Niedersachsens
Münz- und Geldgeschichte Niedersachsens ist der Titel eines von dem Münzforscher Wilhelm Jesse verfassten Buches, das sich mit dem Münzwesen und der Geschichte des Geldes auf dem Gebiet des heutigen Landes Niedersachsens beschäftigt. Die 1952 erstmals in gedruckter Form erschienene Publikation mit 146 Seiten inklusive Bildtafeln mit Abbildungen der beschriebenen Münzen wurde 2018 durch die Technische Universität Braunschweig kostenfrei als online-Digitalisat mit Volltextrecherche-Möglichkeit frei zugänglich gestellt.

## Inhalt
Die Darstellung umfasst den Zeitraum um das Jahr 0 unserer Zeitrechnung bis hin zu den Münzen des Deutschen Reichs vor der Einführung der DM. Jesses Publikation gliedert die niedersächsische Geschichte des Geldes wie folgt:
1. Die Geschichte des Geldes in der römischen Zeit;
2. die Anfänge der Münzprägungen in Karolingischer Zeit (siehe auch: Karolingisches Münzsystem)
3. das Münzwesen der sächsisch-salischen Zeit;
4. die Brakteaten-Prägungen im 12. und 13. Jahrhundert;
5. die Groschen- und Goldprägungen im späten Mittelalter;
6. die Epoche der Reichsmünzordnungen und der Kreismünzverfassung;
7. die Kipper- und Wipperzeit;
8. die Münzkonventionen des 17. und 18. Jahrhunderts
9. sowie die in vier Unterteile gegliederte Münz- und Geldgeschichte des 19. und 20. Jahrhunderts, beginnend mit der Napoleonischen Zeit, der Geldgeschichte nach dem Wiener Kongress bis zur Gründung des Deutschen Münzvereins 1838, des Deutschen und des Deutsch-Österreichischen Münzvereins 1838 bis 1871 und schließlich den Prägungen des Deutschen Kaiserreichs, der Weimarer Republik und während der Zeit des Nationalsozialismus.[1]

Zudem enthält das Buch eine Fotografie mit dem Bildnis und einer faksimilierten Unterschrift des Autors sowie eine Widmung mit der Biographie des Hochschullehrers und Numismatikers. Im Anfang finden sich die Verzeichnisse
1. „[...] der wichtigsten Numismatischen Literatur“;
2. „[...] der im Text erwähnten und auf der Karte verzeichneten Münzstätten“;
3. „[...] der abgebildeten Münzen“

sowie 17 Tafeln mit zahlreichen schwarz-weiß Abbildungen der beschriebenen Münzprägungen.